# Пиловловлення фільтруванням
Пиловловлення фільтруванням
Фільтрування — процес очищення запилених газів і повітря від твердих частинок шляхом пропускання газів крізь пористу перетинку. Частинки, які містяться в газовому потоку, утримуються на поверхні або в об'ємі пористої перегородки, а повітря чи газ проходять крізь неї.
Фільтри, які застосовуються для очищення газів, класифікують за різними ознаками: за формою фільтрувальних елементів, способом підведення запилених газів, формою корпусу, призначенням та іншим. Найбільш загальною є класифікація за матеріалом, з якого виготовлена фільтрувальна перегородка. За цією класифікацією розрізняють:
– фільтри з гнучкими пористими перегородками (тканини, картон, волокнисті матеріали, губчаті гуми);
– фільтри з напівжорсткими пористими перегородками (фільтрувальний матеріал закріплений в шарі опорними пристроями);
– фільтри з жорсткими пористими перегородками (кераміка, пластмаси, волокнисті матеріали, сітки);
– зернисті фільтри (нерухомі, насипні, рухомі матеріали, псевдозріджені шари матеріалу).
Залежно від концентрації пилу в газі, що надходить на очищення, і призначення фільтри поділяють на такі типи:
– фільтри тонкого очищення повітря — високоефективні апарати для уловлення високодисперсних частинок з ефективністю більше 99 % при вхідній концентрації пилу 0,5 — 5 мг/м3 і швидкості фільтрування менше 0,1 м/с. Ці фільтри зазвичай не піддають регенерації;
– фільтри для очищення повітряних потоків (повітряні фільтри) в системах вентиляції і кондиціонування повітря за вхідної концентрації пилу до 50 мг/м3. Виготовлюють відновлювальні (регенерація) і невідновлювальні фільтри;
– промислові фільтри для очищення промислових газів із вхідною концентрацією пилу до 60 мг/м3 та підвищеною температурою і вмісті в газах агресивних складових. Промислові фільтри працюють з регенерацією фільтрувальних матеріалів.